# Театр Бергоньє
Театр Бергоньє — київський театрально-розважальний комплекс, у приміщенні якого в різні часи працювали трупи відомих київських театрів й аматорських театральних колективів, відбувалися суспільні події в житті Києва. З 1924 року в цьому приміщенні працює Національний академічний драматичний театр імені Лесі Українки.

## Початки
Бергоньє театр заснований французьким підприємцем Оґюстом Берґоньє, який у 1868 році у Києві, на перетині Кадетської вулиці (пізніше Фундуклеївської, тепер вулиця Богдана Хмельницького, 5) та Новоєлизаветинської вулиці (тепер вулиця Євгена Чикаленка) придбав земельну ділянку і перетворив її на джерело доходів. У вересні 1874 року тут було побудовано частково дерев'яне приміщення цирку, в лютому 1875 року — кам'яне приміщення та двоповерховий будинок (архітектектор Володимир Ніколаєв). У грудні того ж року приміщення орендував князь Оболенський для театру-цирку «Альказар».

## Драматичний театр (1878—1898)

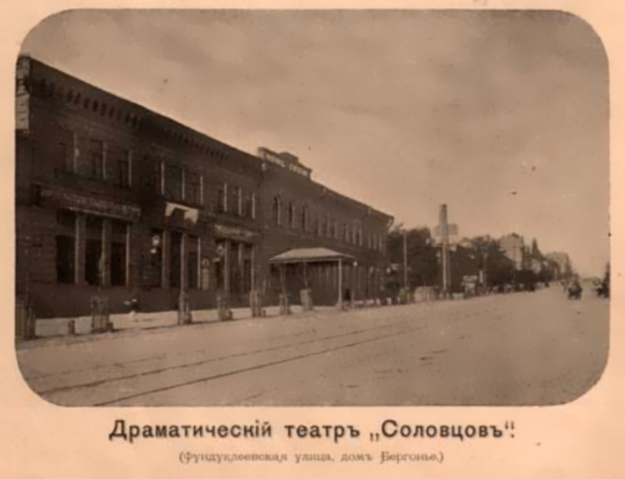
Будівля Театру Бергоньє, де проводилися вистави трупи театру «Соловцов»

В вересні 1878 року Бергоньє побудував ще один двоповерховий будинок; у внутрішній його частині знаходився театр, на другому поверсі — готель «Ліон». З 1878 року театр орендували різні антрепренери: російський драматург Н. Н. Савін і його опереткова трупа, театральні групи С. С. Іваненко, І. Я. Сетіва. В 1882 році (жовтні — грудні) в театрі виступала трупа Григорія Ашкаренка за участі Марка Кропивницького (поставлена меморіальна дошка Кропивницькому М. Л.), в 1883 році — театральна труппа М. П. Старицького. В 1883 році приміщення перебудовано під драмтеатр. Починаючи з 1884 року протягом семи років в Бергоньє театр приїжджали на гастролі «Московське товариство драматичних акторів», очолюване М. М. Соловцовим, а в 1891 році він заснував антрепризно-пересувний «Соловцов Театр».

## Антрепризний театр (1898—1919)
З 20 грудня 1897 року в Бергоньє театрі почалися постійні масові демонстрації фільмів. У театрі гастролювали італійські оперні трупи за участю Мазіні, Модеста, Гамба, Арісмонді, Арамбуро. Керівництво театру продовжило практику запрошення антепризних і пересувних театральних труп, оскільки Микола Соловцов перейшов з своєю трупою в новозбудований свій театр, який назвав Драматичний театр Соловцова.
У жовтні 1917 року в Бергоньє театрі проходило об'єднане засідання Київської Ради робітничих і солдатських депутатів та представників гарнізону, профспілок і фабзавкомів, які ухвалили рішення про озброєне повстання і яка обрала революційний комітет.
У 1917—1918 роках у театрі Бергоньє працював так званий Великий театр мініатюр Максіна-Милорадовича, в 1917 році відбулися виступи «Молодого театру», в 1919 році — Театр Червоної Армії. Ці часи згадуються в спогадах актриси Ш. Й. Король-Ільїної.

## Театр мініатюр Максіна-Милорадовича (1917—1918)
Великий театр мініатюр Максіна-Милорадовича працював в театрі Бергоньє 1917—1918 років. Його очолювали адміністратор Макс Максін (згодом — відомий німецький кінопродюсер Макс Пфайффер) та актор і антрепренер Петро Милорадович.
1918 року Макс Максін як орендатор театру «Бергоньє» разом з антрепренером театру «Соловцов» Ісааком Дуваном-Торцовим відмовлявся передавати приміщення цього театру створеному 1918 року Державному драматичному театру. У доповіді Раді Міністрів Української Держави Петро Дорошенко цей крок оцінював таким чином: «Зважаючи на те, що Максін є типичним для сього часу театральним спекулянтом: в Києві їм орендується в даний мент три театральні будинки; в двох він дає невисокого сорту фарс, а в третьому — власне в будинку театру „Бергоньє“, ним утримується дуже низькопробний театр мініатюр, який прислужується до грубого смаку юрби, находжу можливим ввійти з представленням, аби помешкання театру „Бергоньє“ було зреквізовано для потреби Державного драматичного театру». Але через заперечення німецького командування, яке планувало використання театру для культурних потреб німецьких вояків, приміщення театру «Бергоньє» так і не було реквізоване.

## Бергоньє в Країні Рад (1919—1926)
У квітні 1919 році приміщення Бергоньє театру було передано Першому театру Української Радянської Республіки імені Шевченка, який працював у ньому до зими 1923 року. Протягом 1922—1925 років тут перебували й інші театри (здебільшого пересувні), зокрема, в 1924 році — театр «Березіль», який очолював Лесь Курбас. В 1925 році прийнято рішення про його часткову реставрацію, яку було закінчено в 1926 році.

## Часи «російської драми» (після 1926)
З 1926 року в театрі розпочалися спектаклі колишньої трупи «театру Соловцова», яку згодом назвали Російським драматичним театром, а потім Національним академічним драматичним театром імені Лесі Українки.